# François Boucq
François Boucq (Rijsel, 28 november 1955) is een Frans stripschrijver en striptekenaar. 
Boucq debuteerde als tekenaar van politieke karikaturen in 1974 voor het blad Point en is steeds aan de slag gebleven als perstekenaar, onder andere bij de krant Le Monde en bij Charlie Hebdo. Hij werkte ook voor stripbladen als Pilote, Fluide Glacial en À Suivre. Voor dat laatste blad tekende hij eerst korte verhalen en vervolgens lange verhalen op scenario van Jérôme Charyn (De vrouw van de tovenaar en Duivelsmond).
In 1998 won hij de Grote Prijs van het Internationaal Stripfestival van Angoulême voor zijn werk. Verder won hij in 2019 de Grand Prix Saint-Michel.

## Publicaties

### Reeksen
- Bouncer (tekeningen)
- De avonturen van Fre Van Der Mugge (scenario + tekeningen)
- De Janitor (tekeningen)
- Maankop (tekeningen)
- Magere Hein en Lau-Tse (scenario + tekeningen)
- Rock Mastard (tekeningen)
- XIII mystery (tekeningen)

### Losstaande albums
- Achter de schermen van het paradijs (scenario + tekeningen)
- (Cornet d'humour/Vie, la mort et tout le bazar) (tekeningen)
- Duivelsmond (scenario + tekeningen)
- In de binnenlanden van het alledaagse (scenario + tekeningen)
- De lessen van professor Boeremans (tekeningen)
- De pedagogie van het trottoir (scenario + tekeningen)
- (Un point c'est tout) (scenario + tekeningen)
- De vrouw van de tovenaar (tekeningen)
- Little Tulip (tekeningen)

- Biblioteca Nacional de España: XX925880
- Bibliothèque nationale de France: cb11893182q (data)
- Gemeinsame Normdatei: 124836690
- International Standard Name Identifier: 0000 0001 0905 1718
- Library of Congress Control Number: n86067409
- Nationale Bibliotheek van Tsjechië: osd2014816421
- Nationale Bibliotheek van Israël: 987007258814305171
- Nederlandse Thesaurus van Auteursnamen: 069572607
- Istituto Centrale per il Catalogo Unico: MODV175173
- Système universitaire de documentation: 026742411
- Virtual International Authority File: 59079381